# Obliczanie azymutu
Obliczanie azymutu – podstawowe zadanie z geodezji. Polega na wyznaczeniu prawoskrętnego kąta między kierunkiem północy a linią utworzoną przez dwa punkty o znanych współrzędnych.

{\displaystyle \operatorname {tg} {(A_{AB})}={\frac {Y_{B}-Y_{A}}{X_{B}-X_{A}}}}
{\displaystyle \operatorname {tg} {(A_{BA})}={\frac {Y_{A}-Y_{B}}{X_{A}-X_{B}}}}
Kontrolą obliczeń jest zależność:
{\displaystyle A_{BA}=A_{AB}+200^{g}\quad {}} dla {\displaystyle {}\ A_{AB}<200^{g},}
{\displaystyle A_{BA}=A_{AB}-200^{g}\quad {}} dla {\displaystyle {}\ A_{AB}>200^{g}.}
Uwaga: Powyższe wzory dotyczą obliczeń na płaszczyźnie i mają zastosowanie przy pomiarach na małych powierzchniach bez uwzględnienia kulistości Ziemi, tzw. geodezja niższa.
Pełne rozwiązanie z uwzględnieniem tzw. ćwiartki:
{\displaystyle \varphi =\operatorname {arctg} \left|{\frac {Y_{B}-Y_{A}}{X_{B}-X_{A}}}\right|=\left|{\frac {\Delta {Y}}{\Delta {X}}}\right|}
{\displaystyle \alpha =\varphi \quad {}} dla I ćwiartki, gdy {\displaystyle {}\quad \Delta {X}>0,\ \ \Delta {Y}>0}
{\displaystyle \alpha =200^{g}-\varphi \quad {}} dla II ćwiartki, gdy {\displaystyle {}\quad \Delta {X}<0,\ \ \Delta {Y}>0}
{\displaystyle \alpha =200^{g}+\varphi \quad {}} dla III ćwiartki, gdy {\displaystyle {}\quad \Delta {X}<0,\ \ \Delta {Y}<0}
{\displaystyle \alpha =400^{g}-\varphi \quad {}} dla IV ćwiartki, gdy {\displaystyle {}\quad \Delta {X}>0,\ \ \Delta {Y}<0}
gdzie:
{\displaystyle \alpha } – azymut